# Ludovic al XII-lea al Franței
Ludovic al XII-lea (n. 27 iunie 1462, Blois, Centre-Val de Loire, Franța – d. 1 ianuarie 1515, Hôtel des Tournelles⁠(d), Paris, Regatul Franței), supranumit „Tatăl Poporului” (în franceză Le Père du Peuple) a fost al treizeci și cincilea rege al Franței și unicul monarh al ramurii Valois-Orléans  a Casei Valois. A domnit de la 1498 la 1515 și a dus o politică externă foarte activă.

## Tinerețe
Ludovic s-a născut la Castelul Blois, ca fiu a lui Charles, Duce de Orléans și al Mariei de Cleves. I-a succedat tatălui său ca Duce de Orléans în anul 1465. Era vărul regelui Carol al VIII-lea al Franței căruia i-a succedat la tron după moartea acestuia.
În anii 1480 Ludovic a fost implicat în așa-numitul Războiul Nebun împotriva autorității regale. S-a aliat cu Francisc al II-lea, Duce de Bretania și a confruntat armata regală în Bătălia de la Saint-Aubin-du-Cormier (1488) însă a fost învins și capturat. Grațiat trei ani mai târziu, Ludovic s-a alăturat vărului său Carol al VIII-lea al Franței în campaniile din Italia.
Toți cei patru copii ai lui Carol al VIII-lea au murit în copilărie. Interpretarea franceză a Legii Salice a permis ca tronul Franței să fie pretins doar de descendenții pe linie masculină ai regilor francezi. Astfel Ludovic, strănepot al regelui Carol al V-lea, a devenit moștenitor al tronului.

## Domnia
Deși a venit târziu (și în mod neașteptat) la putere, Ludovic a reformat sistemul juridic francez, a redus taxe și a îmbunătățit guvernarea, la fel ca și contemporanul său, Henric al VII-lea al Angliei.
În 1476 Ludovic a fost nevoit să se căsătorească cu pioasa Ioana a Franței (1464-1505), fiica vărului său Ludovic al XI-lea al Franței. După ce predecesorul lui Ludovic al XII-lea, Carol al VIII-lea a murit fără să lase moștenitori, căsătoria lui Ludovic a fost anulată pentru a-i permite să se căsătorească cu Anne de Bretania (1477–1514), care era fiica și moștenitoarea ducelui Francisc al II-lea al Bretaniei, într-o strategie menită să integreze Ducatul Bretaniei în monarhia franceză.
Anularea căsătoriei nu a fost simplă. Ludovic nu a susținut, cum ar fi fost de așteptat, anularea căsătoriei din cauza consangvinității (motivul general acceptat pentru anularea căsătoriei în acele timpuri). Ludovic a susținut că soția sa avea malformații fizice oferind o varietate bogată de detalii prin care a arătat că nu a fost în măsură să consume căsătoria. De asemenea, Ludovic a pretins că performanțele sale sexuale erau inhibate de vrăjitorie. Papa Alexandru al VI-lea a fost de acord cu anularea căsătoriei.
După moartea Annei, Ludovic s-a căsătorit cu Maria Tudor (1496-1533), sora regelui Henric al VIII-lea al Angliei, pe 9 octombrie 1514 la Abbeville în Franța. La mai puțin de trei luni după căsătorie Ludovic a murit fără să lase moștenitori pe linie masculină. Datorită legii salice, care nu permitea femeilor să moștenească tronul Franței, a succedat ginerele său (căsătorit cu Claude) și totodată vărul său, Francisc I Valois-Angoulême care a fondat propria sa linie de regi francezi.